# Sindrome di Baller-Gerold
La sindrome di Baller-Gerold, le cui prime descrizioni risalgono al 1950 e al 1959, è caratterizzata dalla fusione delle suture coronali con conseguente brachicefalia, da proptosi (bulbi oculari prominenti), da fronte sporgente e da anomalie del radio (aplasia o ipoplasia). Altre alterazioni presenti nella sindrome sono oligodattilia (che colpisce principalmente il pollice), ritardo globale dello sviluppo, poichilodermia e un eritema di tipo teleangectasico.

## Genetica
La malattia, a trasmissione autosomica recessiva, è causata da una mutazione del gene RECQL4 sul cromosoma 8 a livello del locus genico 8q24.3; altre mutazioni di questo gene sono invece responsabili della sindrome Rapadilino e della sindrome di Rothmund-Thomson. Si tratta di una sindrome rarissima: colpisce infatti meno di una persona su un milione.